# Jakob Blendermann
Jakob Blendermann (* 18. Mai 1783 in Bremen; † 20. Dezember 1862 in Bremen) war ein deutscher Pädagoge.

## Biografie
Blendermann war der Sohn eines Schneidermeisters. Sein Vater starb früh. So kam er in das reformierte Waisenhaus. Wahrscheinlich wurde er von dem reformierten Pastor Johann Ludwig Ewald von der Stephanikirche Bremen gefördert, der der Pestalozzischen Bildungsmethode sehr verbunden war.
Blendermann war zunächst Gehilfe eines Lehrers und dann Lehrer an der von Ewald und Häfeli gegründeten Bürgerschule. 1802/03 wirkte er bei Johann Heinrich Pestalozzi, an seinem berühmten Erziehungsinstitut im Schloss Burgdorf in Burgdorf im Kanton Bern. In einem Bericht heißt es: „Er scheint wie dazu geeignet, der Methode das Frohe, Spielende einzuhauchen, dessen sie für das jüngste Alter noch so sehr bedarf… Blendermann arbeitet jetzt, gemeinschaftlich mit Pestalozzi und Krüsi, diesem Zusammenhange der Naturbildung, den der Instinkt dem mündigen Kinde sichert, Dauer zu verschaffen, und ihn dem Zeitpunkt der beginnenden Kunstbildung eben so zu sichern, wie die Natur ihn dem Zeitpunkt der Instinktbildung gesichert hatte.“
Für kurze Zeit war er auf Grund seiner hervorragenden Referenzen im Alter von 20 Jahren bereits Lehrer am Paedagogeum in Bremen und am Waisenhaus. Hier bringt er die Pestalozzische Methoden als Wegbereiter in Bremen zur Anwendung. Seit 1807 wirkte er an der  Anstalt des Pädagogen Johann Ernst Plamann, der Plamannschen Erziehungsanstalt in Berlin.
1809 kehrt er nach Bremen zurück und er war wieder Lehrer am Pädagogium. Senator und später Bürgermeister Johann Smidt, ein Anhänger der Pestalozzischen Methoden, förderte den jungen Reformpädagogen. 1814 gründete er eine Privatschule mit rund 100 Schülern, zur Vorbereitung des Besuchs der Gelehrtenschule oder Handlungsschule in Bremen. Als die Vorschule bei der 1817 gegründeten Hauptschule in Bremen eingeführt wurde, gab er 1817 seine Privatschule auf und wurde Lehrer an dieser Vorschule. 1857 trat er in den Ruhestand. Seine Verdienste begründeten sich in der theoretischen und der  praktischen Auseinandersetzung mit der Pestalozzischen Pädagogik.